# Charles Costanza

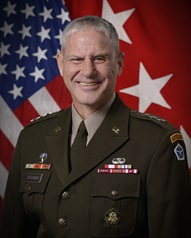
Charles D. Costanza

Charles David Costanza  (* 30. April 1969 in Colorado) ist ein Generalleutnant der United States Army. Gegenwärtig (Mai 2024) kommandiert er das V. Korps.
In den Jahren 1987 bis 1991 durchlief Charles Costanza die United States Military Academy in West Point. Nach seiner Graduation wurde er als Leutnant den Panzereinheiten zugeteilt. In der Armee durchlief er anschließend alle Offiziersränge vom Leutnant bis zum Drei-Sterne-General.
Im Lauf seiner militärischen Karriere absolvierte er verschiedene Kurse und Schulungen. Dazu gehörten unter anderem der Infantry Officer Advanced Course und das Command and General Staff College.
In seinen jüngeren Jahren absolvierte er den für Offiziere in den niederen Rangstufen üblichen Dienst in unterschiedlichen Einheiten und Standorten. Dazu gehörten auch Aufgaben als Stabsoffizier in verschiedenen Hauptquartieren. Im weiteren Verlauf kommandierte er militärische Einheiten auf fast allen Ebenen. Zu Beginn seiner Laufbahn war er im Jahr 1991 Zugführer in einer Panzerkompanie in Fort Irwin in Kalifornien.
Im Verlauf der 1990er Jahre wurde er Kompaniechef bei den Panzereinheiten und zwischenzeitlich nach Bosnien und Herzegowina versetzt. Später nahm er am Irakkrieg teil, wo er ein Panzerbataillon kommandierte. Dann war er Stabsoffizier beim Combined Joint Task Force-7 in Bagdad. Später folgten weitere Versetzungen in den Irak unter anderem als Kommandeur einer Einheit des 7. Kavallerieregiments. Zwischenzeitlich war Charles Costanza auch in Deutschland stationiert, wo er in Büdingen Stabsoffizier in einer Untereinheit des 1. Kavallerieregiments (Panzer) war.
Im weiteren Verlauf seiner Karriere war Charles Costanza Stabsoffizier bei der Office of Personnel Management Division in Fort Knox in Kentucky. Dort leitete er die für die Panzereinheiten zuständige Abteilung. Im Mai 2013 wurde er nach Fort Benning dem heutigen Fort Moore versetzt, wo er das Kommando über die 3. Brigade (Panzer) der 3. Infanteriedivision übernahm.
Nach einer zwischenzeitlich anderen Verwendung wurde er im Juni 2017 als Leiter der Stabsabteilung G4 der 1. Panzerdivision zugeteilt. Diese war in Fort Bliss in Texas stationiert, wurde zwischenzeitlich aber im Rahmen der Operation Inherent Resolve in den Irak verlegt. Costanza war bis zum Juni 2018 in dieser Funktion bei der 1. Panzerdivision tätig. Am 2. Juni 2018 erreichte er mit seiner Beförderung zum Brigadegeneral die Generalsränge.
Es folgte eine Versetzung zum Heeresministerium in Washington, D.C., wo er zwischen Juni 2018 und Mai 2020 Abteilungsleiter in der kombinierten Stabsabteilung G3/5/7 war. Anschließend leitete er bis zum Juni 2021 die kombinierte Stabsabteilung G3/5/7 beim United States Army Forces Command. In diese Zeit fiel am 25. Februar 2021 seine Beförderung zum Generalmajor.
Es folgte eine Versetzung zum Fort Stewart in Georgia. Dort übernahm er als Nachfolger von Antonio Aguto das Kommando über die 3. Infanteriedivision. Dieses Amt übte er zwischen Juni 2021 und Juni 2023 aus. Anschließend kehrte er zum United States Army Forces Command zurück, wo er bis Anfang April 2024 als Special Assistant dessen Stab angehörte.
Am 8. April 2024 wurde Charles Costanza zum Generalleutnant befördert. Gleichzeitig erhielt er als Nachfolger von John S. Kolasheski das Kommando über das V. Korps. Das Korps hat ein vorgelagertes europäisches Hauptquartier in Posen in Polen. Gleichzeitig ist Fort Knox in Kentucky offizieller Standort der Einheit.

## Orden und Auszeichnungen
Charles Costanza wurden im Lauf seiner militärischen Laufbahn unter anderem die Defense Distinguished Service Medal, der Orden Legion of Merit und die Bronze Star Medal verliehen.